# ФК „Торино“
ФК „Торино“ (на италиански: Torino Football Club 1906 – Torino) е италиански футболен клуб от едноименния град в Северна Италия. 
Основан е през 1906 г. Играе последователно на митичния, все още съществуващ, но в руини стадион Филаделфия, стадио Комунале, стадио Деле Алпи, за да се завърне през сезон 2006/06 на Комунале, който вече носи името „Олимпико“ (25 370 седящи места). Отборът носи прякора „граната“ (с цвят на нар), който произлиза от специфичния тъмночервен цвят на фланелките му. Резервният му екип е бял. Наричан е от привържениците си Торо („бик“) и носи на емблемата си именно символа на града – бик, изправен на задните си крака.
Торино има в актива си 7 шампионски титли на Италия (последната, от които през сезон 1975/76), 5 купи на страната (последна – 1992/93) и малко и отдалечени в миналото международни успех, с което далеч отстъпва на именития си градски съперник Ювентус. Въпреки това отборът се радва на голяма популярност и в самия град неговите фенове преобладават.
Торино има дълга и славна история, но големите успехи са останали далеч в миналото. През последните години отборът се лута между Серия А и Серия Б и рядко се „засича“ с Юве за историческото дерби. Иначе то се е играло 220 пъти: 74 победи за Торино, 59 равенства и 87 победи за Ювентус, при голова разлика 335 на 307 в полза на „бианконерите“.

## История
Футболен клуб „Торино“ е основан на 3 декември 1906 г. в пивоварната Войгт от бивши играчи на Ювентус, търсещи независимост. Новият клуб набира членове сред другите отбори на града като Интернационале Торино (основан през 1890 г.), Унионе Спортива Торинезе.
Торино взима участие в първия в света международен турнир – Международния турнир на спортната преса през 1908 г., проведен в Торино и организиран от италианския вестник Ла Стампа Спортива. Торино губи на финала срещу швейцарския Сервет. През 1909 г. участва в турнир за трофея Сър Томас Липтън, за който торинската единадесеторка, съставена от играчи на Ювентус и Торино, не успява да стигне на финала.
В ранните си години Торино не успява да стане шампион, заради избухването на Първата световна война, а първата им титла е отнета през 1926/27, поради нередности в мача с Ювентус. Торино печели първото си скудето, шампион на Серия А, през следващия сезон 1927/28. През 1939 г. президент на отбора става бизнесмена Феручо Ново, а в периода 1942/43 - 1948/49 „Великият Торино“, често считан и за най-великият отбор във футболната история на Италия, печели скудетото 5 пъти поред, воден от своя капитан Валентино Мацола.
На 4 май 1949 г. всички освен един контузен играч на Гранде Торино загиват при самолетна катастрофа на хълма Суперга в покрайнините на Торино. Клубът така и не се съвзема от трагедията и след десетина посредствени сезона отпада в Серия Б през 1958/59, връщайки се в Серия А още през следващия сезон.
От началото на 60-те до края на 80-те Торино постига добри резултати в Серия А, включително и в шампионската титла през 1975/76. След края на 80-те следват възходи и падения, а клубът се лута между Серия А и Серия Б, но печели Купата на Италия през 1992/93 и купата Митропа през 1990/91. Сред най-добрите резултати на отбора се нарежда и финалът за Купата на УЕФА през 1991/92, когато Торино завършва 0:0 като гост и 2:2 като домакин с холандския Аякс. Торино, макар и непобеден, губи трофея, заради повечето голове на Аякс на чужд терен.
През 2004/05 Торино завършва на 3-то място в Серия Б и след като печели плейофите се връща отново в Серия А. Въпреки това италианската федерация изключва Торино и Месина заради финансовите проблеми на двата отбора. Месина обжалва и успява да се върне в Серия А, но не и Торино, който се разпада.
Благодарение на Лодо Петручи (италианският закон, който позволява на даден спортен клуб, който е пряк приемник на закрит вече такъв, да започне надпревара с една дивизия по-напред от предишния, вече изпаднал), се формира нов клуб с настоящото название Торино, който заиграва отново в Серия Б. Закупен от предприемача Урбано Кайро, през сезон 2005/06 Торино завършва на 3-то място в Серия Б, което му дава право да играе плейоф за влизане. Торино побеждава Мантова на финала и влиза в Серия А.
Дори и през най-слабите си сезони Торино често успява да спечели дербитата с Ювентус. Преди 1990 г. в продължение на 30 години клубът дели с Ювентус Стадио Комунале, където се премества от Стадио Филаделфия –  домът на Гранде Торино. В периода 1990 – 2006 г. играе на вече несъществуващия 69 040-местен стадион Деле Алпи заедно с Ювентус. От началото на сезон 2006/07 отборът се мести на нов, собствен, по-малък стадион – Стадио Гранде Торино (който е преустроения бивш Стадио Комунале).
Като домакин Торино играе с тъмночервени фланелки и бели гащета (понякога и изцяло в тъмночервено), а като гост – изцяло бял екип.

### Гранде Торино
„Гранде (Великият) Торино“ е прякорът, с който отборът от 40-те години е известен в Италия. Торино поставя изключително важни рекорди в италианския футбол, някои от които не са надминати и до днес.
Гранде Торино използва схемата 4-4-2 10 години преди световната титла на Бразилия през 1958 г., а някои от схемите на отбора са използвани 35 години по-късно от отбора на Холандия, който през 70-те години налага Тоталния футбол.
Националният отбор на Италия по това време се състоял почти изцяло от играчи на Торино, от които 8 – 9 титуляри. На 11 май 1947 г. в приятелския мач с Унгария „адзурите“ започват с 10 футболисти от Торино и с вратаря на Ювентус Сентименти IV. Мениджърът на националния отбор Виторио Поцо заменя преди мача титулярния вратар Валерио Бачигалупо, защото иначе е щяла да играе цялата единадесеторка на „Гранде Торино“!

#### Рекордите наГранде Торино
- Най-много последователни шампионски титли на Италия – 5 последователни сезона (1942/43, 1945/46, 1946/47, 1947/48, 1948/49 - през 1944 и 1945 мачове не се играят заради Втората световна война), с което изравняват рекорда на Ювентус от периода 1931 – 1935.
- Най-много поредни сезони без домакинска загуба – 4 (от 1945/46, 1946/47, 1947/48 и 1948/49)
- Най-много последователни мачове без домакинска загуба – 93 мача поред, в които имат 83 победи и 10 равенства (от 24 януари 1943 до 30 април 1949 г.)
- Най-много точки в един сезон (преди системата с 3 точки за победа): 65 точки (1947/48)
- Шампион с най-много точки пред втория в класирането: 16 точки пред Ювентус, Милан и Триестина през (1947/48)
- Най-голяма домакинска победа: 10:0 над Алесандрия (1947/48)
- Най-голяма победа като гост: 0:7 срещу Рома (1945/46)
- Най-много победи в един сезон (в лига с 16 отбора): 20 победи в 30 мача (1942/43)
- Най-много победи в един сезон (в лига с 20 – 21 отбора): 28 победи в 38 мача (1946/47) и 29 победи в 40 мача (1947/48).
- Най-много победи като домакин: 19 победи от 20 мача (1947/48)
- Най-много победи като гост (в лига с 16 отбора): 10 победи в 15 мача (1942/43)
- Най-много победи като гост (в лига с 20 – 21 отбора): 13 победи в 19 мача (1946/47)
- Най-много точки като домакин за 1 сезон: 39 от 40 възможни (1947/48)
- Най-много точки като гост за 1 сезон (в лига с 16 отбора): 22 точки от 30 възможни (1942/43)
- Най-малко загуби за 1 сезон: 3 загуби от 38 мача (1946/47 и 1948/49)
- Най-малко загуби като гост за 1 сезон: 3 загуби от 19 мача (1946/47 и 1948/49)
- Най-много отбелязани голове за 1 сезон: 125 гола (1947/48)
- Най-много отбелязани голове като домакин за 1 сезон: 89 гола (1947/48)
- Най-много отбелязани голове като гост за 1 сезон (в лига с 16 отбора): 31 гола (1942/43)
- Най-много отбелязани голове като гост за 1 сезон (в лига с 20 – 21 отбора): 36 гола (1946/47 и 1947/48)
- Най-много голове, отбелязани в петте шампионски сезона: 408 гола
- Най-малко допуснати голове в 1 сезон (в лига с 21 отбора): 33 гола (1947/48)
- Най-малко допуснати голове в 1 сезон (в лига с 16 отбора): 9 гола (1942/43)
- Най-добро голово съотношеное (средно голове на мач) за 1 сезон: 3.787 гола на мач през (1947/48)
- Най-много точки през втория полусезон: 34 точки от 38 възможни (1946/47) и 36 точки от 40 възможни (1947/48)
- Най-дългият мач, някога игран в италианското първенство: през сезона 1920/21, Торино – Леняно, след редовното време, след две допълнителни 30-минутни полувремена и след изиграни 8 минути още допълнително време (тогава не е имало победител чрез дузпи), двата отбора отказват да продължат, заради преумора.

## Успехи
- Серия А 
  -  Шампион (7): 1928, 1942/43, 1945/46, 1946/47, 1947/48, 1948/49, 1975/76 (плюс една отнета титла през 1927, но неприсъдена на друг отбор)
  -  Вицешампион (10): 1898, 1899, 1900, 1906/07, 1914/15, 1928/29, 1938/39, 1941/42, 1976/77, 1984/85
- Купа на Италия: '
  -  Шампион (5): 1935/36, 1942/43, 1967/68, 1970/71, 1992/93
  -  Финалист (8): 1937/38, 1962/63, 1963/64, 1969/70, 1979/80, 1980/81, 1981/82, 1987/88
- Суперкупа на Италия 
  -  Финалист (1): 1993/94
- Серия Б 
  -  Шампион (3): 1959/60, 1989/90, 2000/01

### Европейски турнири
- Купа на УЕФА
  -  Финалист (1): 1991/92
- Купа Митропа:
  -  Носител (1): 1990/91
- Алпийска купа
  -  Носител (1): 1990
  -  Финалист (1): 1993
- Torneo Internazionale Stampa Sportiva:
  -  Финалист (1): 1908
- Купа на Англо-Италианската лига
  -  Финалист (1): 1971
- Купа Еузебио
  -  Носител (1): 2016/17
- Турнир Амстердам:
  -  Финалист (1): 1987
- Купа на Торино:
  -  Финалист (1): 1910

## Състав

### Настоящ състав
Към 2 септември 2019 г.

## Известни футболисти
- Валентино Мацола
- Джанлуиджи Лентини
- Руджерио Рицители
- Денис Лоу
- Алесандро Росина

## Най-дългият мач в италианското първенство
През сезон 1920/21 Първенството на Италия се провежда чрез местни елиминации. Така например отборите от Регион Пиемонт са събрани в две групи от по 6 отбора, от които (всеки отбор играе с всеки на системата на разменното гостуване) трябва да се излъчат представителите на региона. Всички излъчени отбори от всички региони са поставени в 4 групи по 4 отбора, като само първият отбор от групата се класира за следващата фаза – 1/2-финал, директни елиминации.
След като завършва втори в регионалните групи и се класира напред, Торино попада в група с Леняно, Падуа и Мантова. Накрая отборите на Торино и Леняно заемат първите две места с по 8 точки. В отделен мач трябва да се излъчи победител, който да отиде на полуфиналите. Точно в този мач, след 1:1 в редовното време и две продължения по 30 минути, в 8-ата минута от третото продължение, отборите се отказват и напускат терена.
Победителят трябва да играе на полуфинал с отбора на Болоня, но се стига до решението Болоня да се класира направо на финала срещу Про Верчели. Шампион на 17 юли 1921 г. става Про Верчели след победа с 2:1.
Мачът между Торино и Леняно остава в историята като най-дългият мач за първенството на Италия.

## Любопитно
- В Шампионата на Италия Торино печели 7 пъти скудетото, 7 пъти става втори и 7 пъти завършва на трето място. Това означава, че във всичките си 95 сезона, в които се занимава със спорт, отборът печели медали в 23,2% от тях.
- Торино изтегля фланелката с номер 12, носена от по-видните играчи, в чест на горещата и невероятната подкрепа на феновете на отбора. Номер 12 символизира ролята на феновете като 12-и играч на отбора.
- С победата си на 11 юни 2006 г. над Мантова Торино поставя още два трудно победими рекорда: като отбор, върнал се обратно следващия сезон, след като е изключен, и като първият отбор, класирал се два сезона поред за Серия А.